# Inmatriculaciones en Bembibre
La inmatriculación es el proceso a través del cual se produce «el ingreso o acceso de una finca en la vida registral de los Libros del Registro, efectuado por una inscripción de dominio de la misma a favor del inmatriculante».
Durante el periodo comprendido entre 1998 y 2015 la Iglesia Católica en España ha inmatriculado diferentes inmuebles, entre ellos una serie de bienes localizados en el término municipal de Bembibre, tal y como figura en «Listado Bienes Iglesia Católica - Definitivo, Página №.333 de 931 (Pg. 1015) del «Estudio sobre la inmatriculación de bienes inmuebles de la iglesia católica» publicado por el Ministerio de la Presidencia, Relaciones con las Cortes y Memoria Democrática del Gobierno de España el 16 de febrero de 2021.

## Inmatriculaciones en Bembibre
En la correspondiente tabla se relacionan los bienes inmatriculados en el término municipal de Bembibre a nombre del Titular, la Diócesis de Astorga, sin mayor especificación, como advocación u otra forma, que permita la identificación de esos bienes, a diferencia de otros registros, de otras poblaciones y Obispados que sí aportan información, como el nombre de iglesias o ermitas, que permiten una aproximación a su identificación.
Contrasta esta escueta información con la contenida en otras tablas informativas, como la correspondiente a inmatriculaciones en Astorga, pertenecientes ambas a la misma diócesis, la de Astorga, pero a diferente registro de la propiedad, Ponferrada N.º 02 y Astorga respectivamente. En esta segunda tabla informativa se relacionan los bienes inmatriculados en el término municipal de Astorga a nombre de diversos titulares, Obispado de Astorga, Diócesis de Astorga, Seminario Mayor de Astorga así como diversas parroquias, una información que en el apartado Título aporta la información suficiente que permite la identificación de los bienes inmatriculados.
| CASTILLA Y LEÓN   |           |           |                     |                       |                                       |                     |                                               |       |
| León              |           |           |                     |                       |                                       |                     |                                               |       |
| REGISTRO          | N.º Orden | Municipio | Título              | Tipo                  | Templo y dependencias complementarias | Titular             | Título distinto de certificación eclesiástica | Total |
| Ponferrada N.º 02 |           |           |                     |                       |                                       |                     |                                               |       |
|                   |           | Bembibre  |                     |                       |                                       |                     |                                               |       |
| Bembibre          | 1         | BEMBIBRE  |                     | Iglesia               | SI                                    | Diócesis de Astorga | NO                                            | 1     |
| "                 | 2         | BEMBIBRE  |                     | Iglesia               | SI                                    | "                   | NO                                            | 1     |
| "                 | 3         | BEMBIBRE  |                     | Iglesia               | SI                                    | "                   | NO                                            | 1     |
| "                 | 4         | BEMBIBRE  |                     | Vivienda              | SI                                    | "                   | NO                                            | 1     |
| "                 | 5         | BEMBIBRE  |                     | Solar                 | SI                                    | "                   | NO                                            | 1     |
| "                 | 6         | BEMBIBRE  |                     | Iglesia               | SI                                    | "                   | NO                                            | 1     |
| "                 | 7         | BEMBIBRE  |                     | Iglesia               | SI                                    | "                   | NO                                            | 1     |
| "                 | 8         | BEMBIBRE  |                     | Ermita                | SI                                    | "                   | NO                                            | 1     |
| "                 | 9         | BEMBIBRE  |                     | Vivienda              | SI                                    | "                   | NO                                            | 1     |
| "                 | 10        | BEMBIBRE  |                     | Iglesia               | SI                                    | "                   | NO                                            | 1     |
| "                 | 11        | BEMBIBRE  |                     | Ermita                | SI                                    | "                   | NO                                            | 1     |
| "                 | 12        | BEMBIBRE  |                     | Iglesia               | SI                                    | "                   | NO                                            | 1     |
| "                 | 13        | BEMBIBRE  |                     | Ermita                | SI                                    | "                   | NO                                            | 1     |
| "                 | 14        | BEMBIBRE  |                     | Edificio              | SI                                    | "                   | NO                                            | 1     |
| "                 | 15        | BEMBIBRE  |                     | Complejo residencial  | SI                                    | "                   | NO                                            | 1     |
| "                 | 16        | BEMBIBRE  |                     | Botiquín y lavandería | SI                                    | "                   | NO                                            | 1     |
| "                 | 17        | BEMBIBRE  | COMPLEJO RESIdeNCIA | Invernadero           | SI                                    | "                   | NO                                            | 1     |

Según esta información, se relacionan siete iglesias, tres ermitas, dos viviendas, un solar, un edificio así como un Complejo residencial, Botiquín y lavandería y COMPLEJO RESIDENCIA - Invernadero.

### Iglesias
En el término municipal de Bembibre, y según le Diócesis de Astorga, existen diez iglesias.
| Localidad                 | Nombre               | Locallización                 |
| ------------------------- | -------------------- | ----------------------------- |
| Arlanza                   | La Asunción          | (Pulse para mapa interactivo) |
| Labaniego                 | Santiago Apóstol     | (Pulse para mapa interactivo) |
| Losada                    | San Miguel           | (Pulse para mapa interactivo) |
| Rodanillo                 | San Antolín          | (Pulse para mapa interactivo) |
| Viñales                   | Santa Cruz           | (Pulse para mapa interactivo) |
| San Román de Bembibre     | San Román            | (Pulse para mapa interactivo) |
| Bembibre-San Pedro        | San Pedro            | (Pulse para mapa interactivo) |
| Bembibre-Santiago Apóstol | Santiago Apóstol     | (Pulse para mapa interactivo) |
| San Esteban del Toral     | San Esteban          | (Pulse para mapa interactivo) |
| Santibáñez del Toral      | San Juan Evangelista | (Pulse para mapa interactivo) |

Del contraste de esta última tabla con la anterior, se constata que no se conoce cuales son las iglesias inmatriculadas y cuales no, lo que plantea la cuestión de por qué razón unas sí son inmatriculadas y otras no, llegando a plantear si la información publicada es correcta, completa.

### Ermitas
De la información contenida en la tabla de bienes inmatriculados en el término municipal de Bembibre se obtienen tres ermitas, sin más especificación.
| Localidad             | Nombre                        | Localización                  |
| --------------------- | ----------------------------- | ----------------------------- |
| Bembibre              | Santuario del Santo Ecce-Homo | (Pulse para mapa interactivo) |
| San Román de Bembibre | Ermita de la Veracruz         | (Pulse para mapa interactivo) |
| Losada                | Ermita del Santo Cristo       | (Pulse para mapa interactivo) |

Del contraste de esta última tabla con la de bienes inmatriculados, se puede inferir que las tres ermitas citas en la misma se corresponden con las tres que se localizan en el TM de Bembibre.

#### Santuario del Santo Ecce-Homo
En el caso muy probable de que una de las ermitas inmatriculadas corresponda al Santuario del Santo Ecce-Homo, se desconoce si esta inmatriculación incluye los Jardines del Santuario, que preceden al mismo, jardines que son cuidados y mantenidos con gran esmero, encontrándose a ambos lados de un largo y no muy ancho camino, que va desde la entrada al Santuario hasta la entrada al recinto, restos de grandes objetos de piedra y otros ornamentos, custodiados por una gran puerta de forja que suele estar abierta aunque el Santuario no lo esté.

### Otros bienes
En la tabla de bienes inmatriculados en el término municipal de Bembibre se relacionan otros bienes, de distinta índole, ninguno de ellos categorizado como «Templo y dependencias complementarias», sin característica o referencia que permita su identificación.
- Vivienda (dos, N.º de orden 4 y 9)
- Solar (uno, N.º de orden 5)
- Edificio (uno, N.º de orden 14)

- Cierran la relación tres elementos, «Complejo residencial», «Botiquín y lavandería» y «COMPLEJO RESIDENCIA -  Invernadero», con N.º de orden 15, 16 y 17, tres elementos que pueden constituir una agrupación, una unidad no identificada.